# Agama mwanzae
Agama mwanzae är en ödleart som beskrevs av  Arthur Loveridge 1923. Agama mwanzae ingår i släktet Agama och familjen agamer. IUCN kategoriserar arten globalt som livskraftig. Inga underarter finns listade i Catalogue of Life. Denna art förekommer i Tanzania, Rwanda och Kenya.

## Bildgalleri

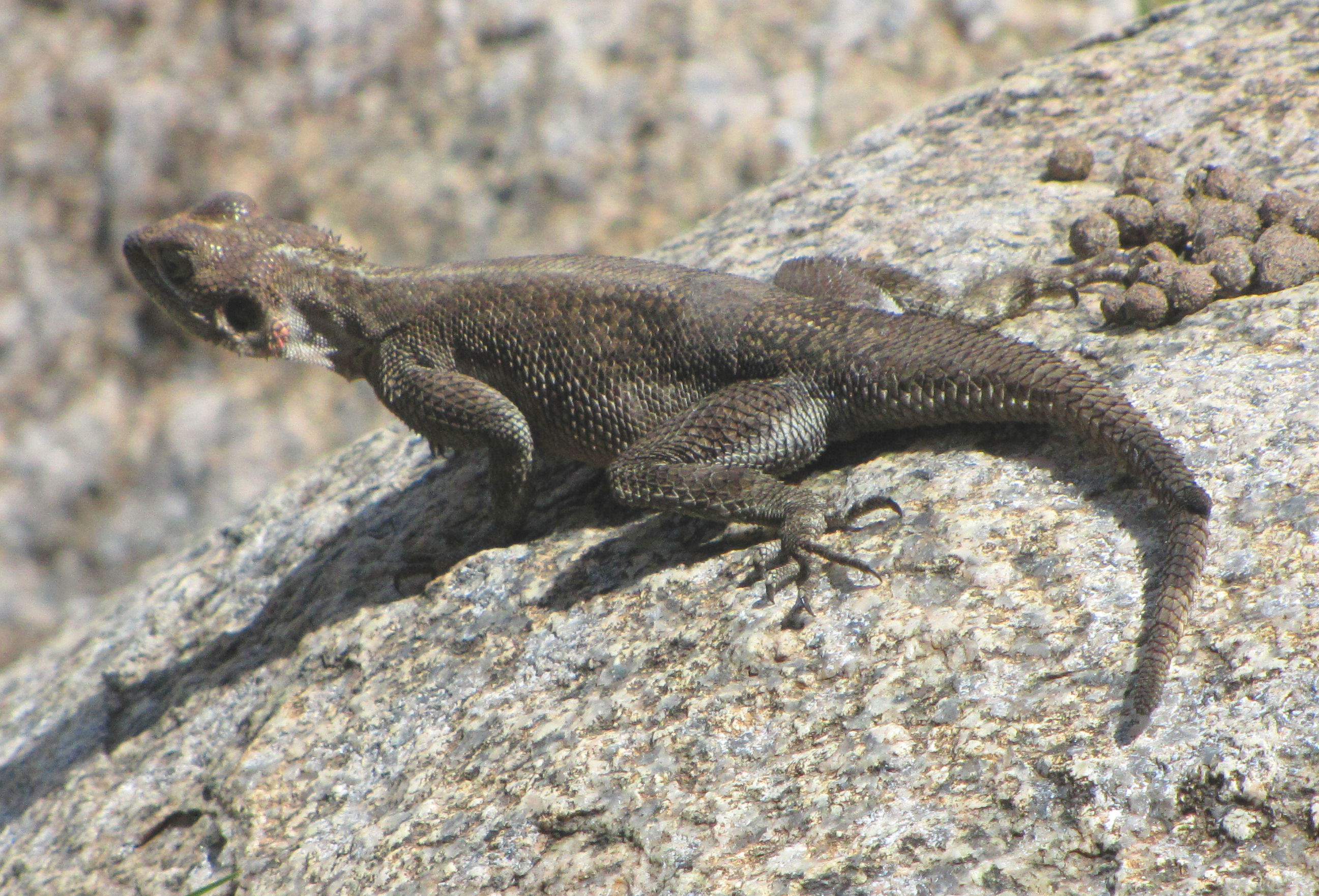
På engelska: Mwanza Flat-headed Rock Agama. (hona) Serengeti.